# 周慶
周慶（1948年—），資深傳媒人，傳統左派報張、《大公報》總編輯，並擔任香港新聞工作者聯會副主席。
周慶擁有法學碩士學歷，過去曾經擔任過中國社會科學院研究生院新聞系碩士生導師、香港《紫荊》雜誌社社長、總編輯等職務。

## 外部連結
- 大公網（页面存档备份，存于）
- 香港新聞工作者聯會網頁